# 돌아온 도라에몽
돌아왔다 도라에몽은 도라에몽 노비타의 남해대모험의 동시 상영작이다.

## 줄거리
언제나 그랬듯이 오늘도 자이언에게 왕따를 당하는 노비타. 노비타는 있는 힘껏 도망간다. 노비타는 잡힐듯 말듯 잡힐듯 말듯 달리다가 겨우겨우 간신히 자기 집으로 간다. 이제 자이언의 안전지대로 들어온 셈이고, 자이언은 비겁하다며 다음에는 꼭 성공하겠다면서 다시 간다. 한편 도라에몽은 사카무라 꽃을 실컷 감상하고 방에 온다. 노비타는 도라에몽에게 도움을 요청한다. 하지만 도라에몽은 "가끔은 너의 힘으로 맞서 봐!"라든가, "뭐야? 걔들도 너무하잖아!"라든가, 일단 무언가 말을 할텐데도 무뚝뚝하고 우울한 표정이다. 노비타는 대폭발하여 도라에몽에게 화를 내고 도라에몽은 어렵게 입을 연다. 자기가 다시 미래로 돌아가야 한다는 것이다. 노비타는 아무리 싫어도 이별을 받아 들일 수 밖에 없다.(물론 도라에몽도 마찬가지이다.) 이별의 순간이 왔다는 생각에 밤에도 노비타와 도라에몽은 잠을 못 이룬다. 할 수 없이 둘이서 산책을 나간다. 근데 공원에서 자이언이 나타나서 노비타에게 도전장을 내민다.(언제나처럼 말이다.)노비타는 도라에몽이 안심하고 가기 위해서는 자신이 스네오와 자이언을 이겨야 된다고 생각하고, 자이언과 힘껏 맞선다. 당연히 노비타가 지고 있지만 마지막에 노비타가 자이언의 귀를 잡아뜯고 아슬아슬하게 노비타가 승리를 거두고 도라에몽은 감격한다. 도라에몽은 밤새 노비타를 간호하고, 타임머신을 타고 미래로 떠난다. 다음 날 아침, 노비타는 일어나도 도라에몽이 없는 것으로 보아서, 미래로 갔다고 생각했다.(실제로도 미래에 갔다.) 서랍을 열어도 타임머신과 시공간 통로 대신에 그냥 평범한 서랍이다. 각종 잡동사니가 있는, 어디에서나 볼법한, 지극히 평범한 서랍. 세계에서 하나만 있는 서랍에서 어디서나 쉽게 볼 수 있는 서랍으로 탈바꿈했다!!!! 근데 그날이 하필 만우절이다. 자이언은 도라에몽이 왔다는 거짓말을 내뱉고 단순한 노비타는 속아 넘어간다. 복수를 하기로 결심한 노비타. 근데 서랍에서 거짓말800이라는 도구를 본다. 액체 상태인데 마시고 무슨 말을 하면 다 거짓말이 되어서 반대로 실현된다. 그걸 마시고 노비타는 스네오는 개한테 안 물리고 자이언은 엄마한테 칭찬을 듣는다고 말한다. 그리고 스네오는 한참동안 개한테 공격당하고 자이언은 엄마한테 혼난다. 노비타는 계속 한다고 말하고 모든 상황이 종료된다. 노비타는 도라에몽이 안 돌아온다고 말하고 도라에몽은 다시 돌아온다. 그리고 친구들이 와서 축하해준다.

## 개요
잡지 『소학관 3학년』 1974년 3월호에 연재된『안녕 도라에몽』과 『소학관 4학년』1974년 4월호에 연재된 『돌아왔다 도라에몽』이 원작이다. 원작의 최종회에 대해서는 여기서 설명하지 않겠다. 물론 원작과 내용이 조금 달랐다.

## 목소리 출연
| 등장인물        | 성우              |
| --------------- | ----------------- |
| 도라에몽        | 오오야마 노부요   |
| 노비타          | 오오하라 노리코   |
| 자이언          | 타테카베 카즈야   |
| 스네오          | 키모츠키 카네타   |
| 시즈카          | 노무라 미치코     |
| 타마고          | 치즈디마츠 사치코 |
| 노비조          | 나카요 스케       |
| 도라미          | 요코자와 케이코   |
| 자이언의 엄마   | 아오키 카즈요     |
| 노비타의 할머니 |                   |
| 점원            | 토모 세이코       |
| 아이            | 사토 유코         |

## 스태프
- 원작 - 후지코 F. 후지오
- 감독・작화 감독 - 와타나베 아유무
- 각본 - 시로야마 노보루
- 미술 감독 - 아카시 세이코
- 촬영 감독 - 쿠마 마사히로
- 녹음 감독 - 오오쿠마 아키라
- 음악 - 키쿠치 슌스케
- 편집 - 오카야스 하지메
- 동영상 체크 - 하라 카스미
- 색채 설계 - 테루야 미와코
- 원화 - 오와세 히데토시, 가쿠 테츠, 이시이 토모미, 이시구로 이쿠, 후쿠모토 마사루, 혼다 아키라, 사사키 요시코
- 채색 - 스튜디오 킬리, 베가 엔터테인먼트
- 특수효과 - 마에카와 타카시
- 리스마스쿠 - 마키・프로

## 수상 경력
- 제16회 골든 글로스 우수상(은상)

## 같이 보기
- 도라에몽 (1973년 애니메이션)
- 가면라이더 쿠우가